# 比亞瓦-波德拉斯卡縣

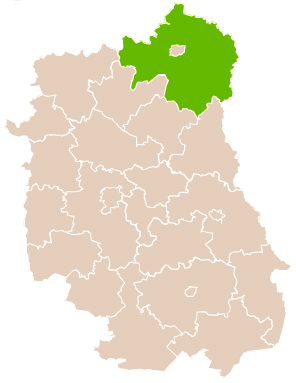

52°2′N 23°7′E / 52.033°N 23.117°E
比亞瓦-波德拉斯卡縣（波蘭語：Powiat bialski），是波蘭的縣份，位於該國東部，由盧布林省負責管轄，首府設於比亞瓦-波德拉斯卡，面積2,754平方公里，2006年人口113,764，人口密度每平方公里41人。